# Котбулар

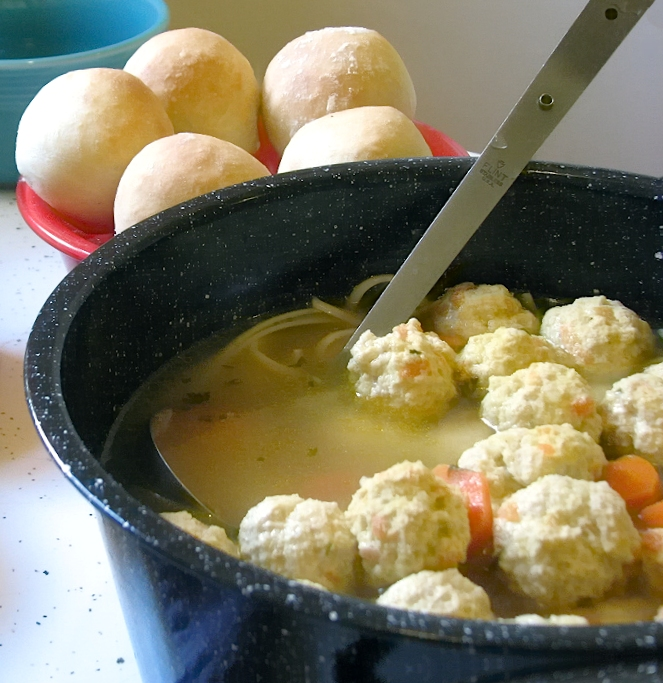
Hochzeitssuppe, Німецький традиційний весільний суп із тюфтельками

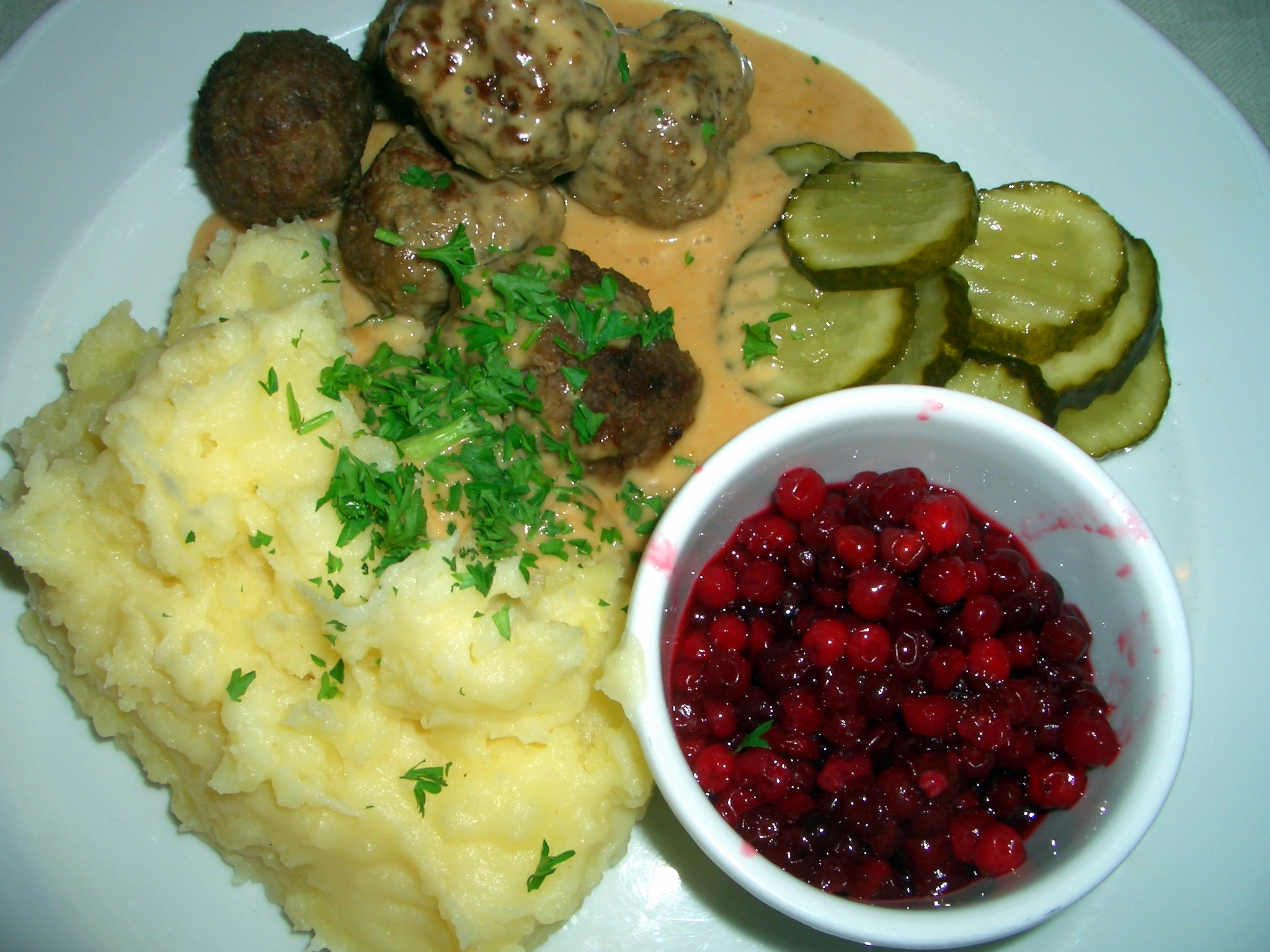
Шведські фрикадельки з картопляним пюре та брусницею

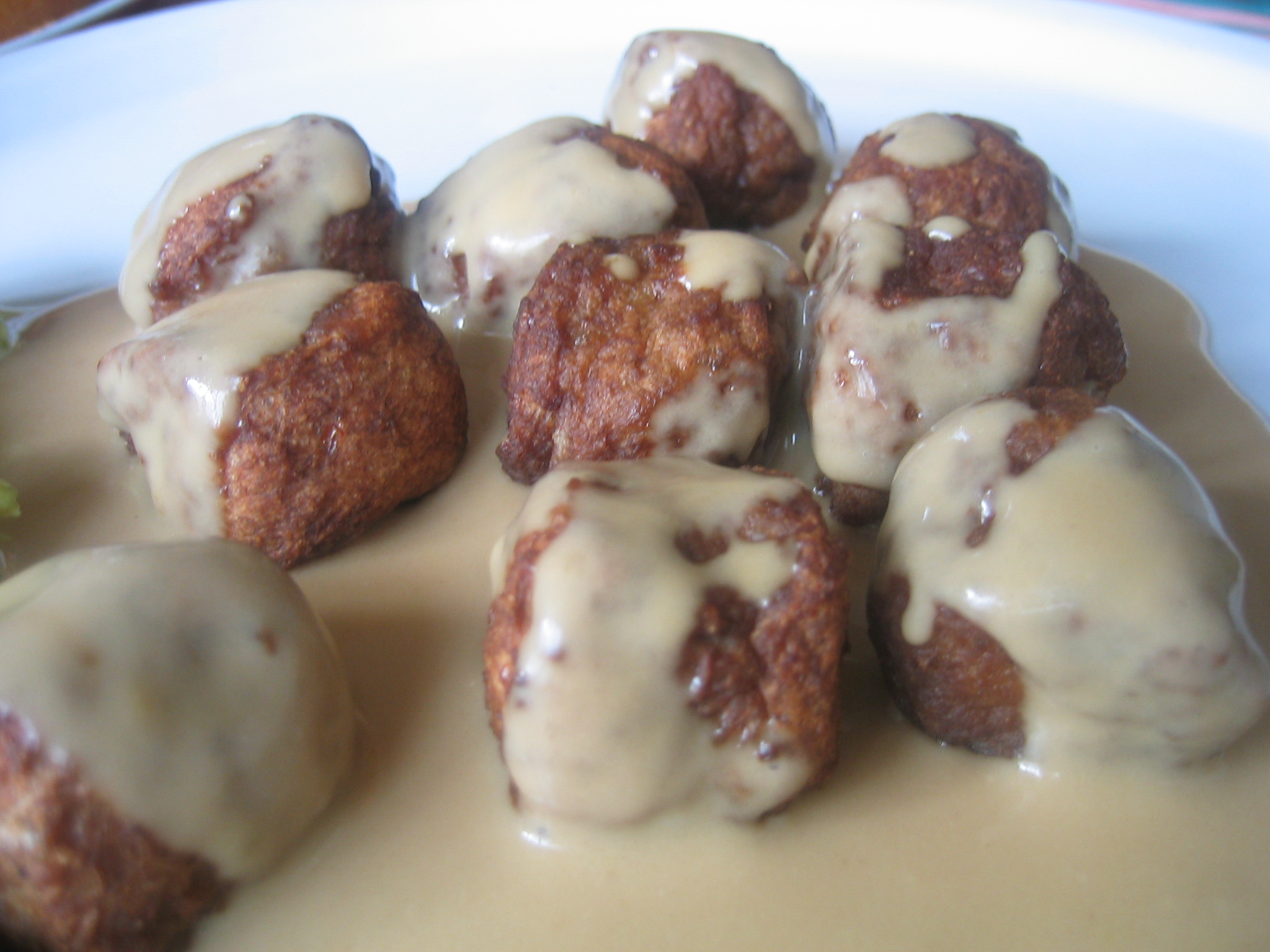
Коттбуллар — фрикадельки

Котбулар —  це подрібнене або рублене м'ясо, сформоване у невеликі кульки, іноді з додаванням інших інгредієнтів, таких як хліб, подрібнена цибуля, яйця, масло та приправи.
Кульки готуються шляхом смаження, запікання, відварювання на парі, або тушкування в соусі.
Існує багато різновидів страви із використанням різного виду м'яса і спецій. Назва іноді поширюється на аналогічні страви у вигляді кульок на основі овочів або риби.

## Історія
Китайський рецепт «Чотири веселі тюфтельки» (四喜丸子—Sì xǐ wánzi) походить із Шаньдунської кухні, яка є традиційним народним способом готування їжі в Шаньдуні. Її історія може датуватися періодом династії Цинь (221 BC до 207 BC).
Перші рецепти також містяться в деяких найбільш ранньо відомих книгах з арабської кухні, де в основному згадується страва із приправленого м'яса ягняти, скрученого у вигляді кульок розміром з апельсин із додаванням яєчного жовтка для глазурування, іноді шафрана. Цей метод глазурування за допомогою яєчного жовтка був запозичений і прийшов на Захід та став відомий як gilding. Існує багато регіональних варіацій, серед них можна відзначити азербайджанську кюфта Табрізі, що має розмір із середнім діаметром в 20 см.
В кулінарній книзі стародавнього Риму Apicius міститься багато рецептів м'ясних шариків.

## Тюфтелі в різних культурах
Різноманітні рецепти тюфтелей (із різними назвами) можна знайти по всьому світу від Європи до Азії. Від Балкан до Індії, існує велика різноманітність м'ясних кульок під загальною назвою кюфта (або кофта, кюфте і т.д.).

### Європа
- В Албанській кухні смажені тюфтельки (qofte të fërguara) містять у складі сир фета.
- В Вірменській кухні тушковані фрикадельки/тюфтельки і овочеве рагу (kufte rize) є класичною стравою і подається як підлива з рисом.
- В Австрії, смажені тюфтелі називаються Fleischlaibchen або Fleischlaberl.
- В Бельгії тюфтелі називаються ballekes або bouletten у Фландрії і часто готуються із поєднанням яловичини і свинини із хлібом та нарізаною цибулею. Існує багато інших варіацій, включаючи різні види м'яса та доданих овочів.
- В Боснії тюфтелі називаються кюфте і зазвичай готуються із яловичого фаршу, подаються із картопляним пюре.
- В Болгарії тюфтелі називають кюфте і зазвичай їх роблять із яловичого фаршу або свинини, або з поєднання обох. Вони можуть смажитися в маслі або на грилі, і часто містять нарізані кубики цибулі тавимочений хліб. Вони є дуже популярною стравою.

#### Котбулар
Котбулар, шетбуляр (швед. köttbullar — шведські тюфтельки, смажені фрикадельки, традиційна м'ясна страва шведської кухні. Зазвичай ця страва подається з картоплею, вершковим соусом, маринованими корнішонами і брусничним варивом. Особливо популярна в дітей. Шведські фрикадельки, як і будь-які інші, виготовляються з м'ясного фаршу з додаванням яйця, панірувального борошна, молока або вершків та дрібно посіченої, попередньо обсмаженої ріпчастої цибулі.
Оскільки Фінляндія протягом багатьох століть входила до складу Швеції, багато м'ясних страв фінської кухні є значною мірою результатом впливу шведської кухні; серед них — і шведські фрикадельки.
У світі шведські фрикадельки стали відомі завдяки ресторанам самообслуговування в магазинах IKEA.
М'ясні тюфтельки — найулюбленіша їжа Карлсона (персонажа дитячої казки Астрід Ліндгрен).